# Eucereon zizana
Eucereon zizana là một loài bướm đêm thuộc phân họ Arctiinae, họ Erebidae.